# Eric Rwahwire
Eric Rwahwire (Toronto, 21 febbraio 1996) è un ex cestista canadese con cittadinanza ugandese.

## Carriera
Con l'Uganda ha disputato i Campionati africani del 2021.